# 頂長里
23°21′56″N 120°19′40″E / 23.3656414°N 120.327695°E
頂長里為臺灣臺南市後壁區已撤銷的里，在清代屬下茄苳北保長短樹庄，明治四十二年（1909）行政區改制，二戰後將頂長短樹設為里，以原庄名的前二字命名為頂長里。頂長里現保留傳統農村風貌的鄉鎮，生活樸實隨處可見綠油油的稻田，里民多自福建省泉州府安溪縣及晉江縣，庄廟永安堂，主祀清水祖師，在地永安堂打面宋江陣，傳承至150年之久，為當地特色之一。

## 里名來源
諸羅縣志記載「康熙三十六年，庄民合築長短樹陂」（周鍾瑄，1958：38），由此可知長短樹庄在清代聚落已發展成熟，鹽水港支廳菁寮區下所轄的下茄苳北堡長短樹庄，並依保甲制度，頂長短樹庄屬於長短樹第一保，直至大正九年（1920）行政區改制，長短樹庄改為大字，二戰後頂長短樹設為一里，以原庄名的前二字命名為頂長里。2018年，配合台南市府里鄰整併計畫，頂長、仕安、平安三里合併為一里，並命名為「長短樹里」。

## 里民及人口
頂長里的居民姓氏以蕭姓為主，有句諺語說：長短樹，蕭全庄，可見當地蕭姓為大宗。
根據戶政調查103年底總人口595人，戶數 214戶，8鄰。

## 歷任村里長
以下所列者為歷屆村里長：
| 順序       | 姓名             | 屆次       | 說明                         |
| ---------- | ---------------- | ---------- | ---------------------------- |
| 台南縣時期 | 台南縣時期       | 台南縣時期 | 後壁鄉頂長村，縣市未合併前。 |
| 1          | 張元方           | 1-8        |                              |
| 2          | 蕭國泰           | 9-10       |                              |
| 3          | 蕭 耳            | 11-13      |                              |
| 4          | 蕭國綿           | 14         |                              |
| 5          | 蕭專田           | 15-17      |                              |
| 6          | 蕭國瑞           | 18         |                              |
|            | 縣市合併後第一屆 |            |                              |
| 頂長里時期 |                  |            |                              |
| 1          | 蕭國瑞           | 1          | 為後壁區合併後第1屆里長      |
| 2          | 蕭國瑞           | 2          |                              |